# Penesti
I Penesti (in greco antico: Πενέσται?, Penéstai) erano una classe di braccianti che abitavano un tempo la Tessaglia. Legati alla terra, di condizione non libera, i penesti godevano di uno status sociale e giuridico paragonabile a quello degli Iloti di Sparta.

## Stato sociale
La tradizione orale considera i Penesti come discendenti dagli Achei, sottomessi da tribù invasori provenienti dalla Tesprozia. Archemaco di Eubea (scrittore del III secolo a.C. citato da Ateneo di Naucrati, VI, 264), credeva invece che fossero beoti:
Essendo le terre tessaliche ampie e molto fertili in confronto al numero della popolazione, i Penesti avevano una grande quantità di terra da coltivare; i contributi dovuti ai tessalici (e Archemaco ne sottolinea la ricchezza) implicano che i Penesti potessero liberamente disporre di porzioni in eccesso dei loro redditi e possedere beni. Alcuni Penesti, noti come latreis, facevano i servitori domestici, ricevendo in cambio un salario. 
Dionigi di Alicarnasso (II, 9) racconta che subivano percosse quando si rifiutavano di obbedire e che, in genere, erano trattati come beni mobili (vale a dire schiavi di proprietà altrui). Sembra che fossero meno numerosi dei tessalici.
Da un passaggio di Demostene pare che i Penesti, talvolta, accompagnassero i loro padroni in battaglia, combattendo a cavallo come i loro cavalieri o vassalli; questa circostanza non è sorprendente, se si considera la rinomanza di cui godeva la cavalleria tessala.
I Penesti della Tessaglia somigliano agli Iloti della Laconia sotto certi aspetti, dato che spesso si sollevarono in armi contro i loro signori. Ci furono Penesti anche tra i Macedoni, e pure una tribù illirica veniva chiamata Peneste.